# Ẕuqé ‘Uvda
Ẕuqé ‘Uvda (hebreiska: צוקי עבדה, Tsuké Uvda) är kullar i Israel.   De ligger i distriktet Södra distriktet, i den södra delen av landet.